# Philaethria pygmalion
Philaethria pygmalion är en fjärilsart som beskrevs av Hans Fruhstorfer 1912. Philaethria pygmalion ingår i släktet Philaethria och familjen praktfjärilar. Inga underarter finns listade i Catalogue of Life.

## Bildgalleri

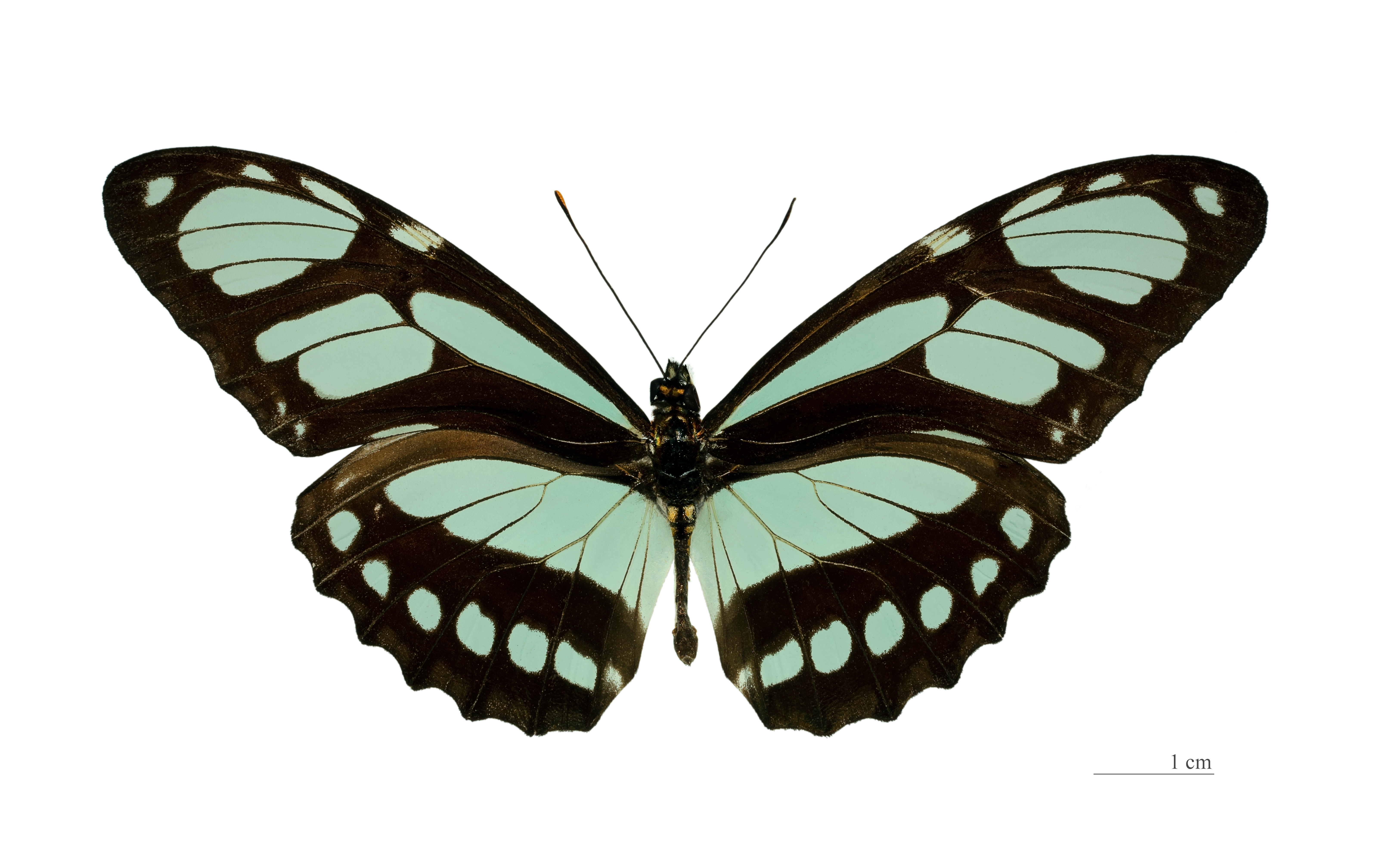
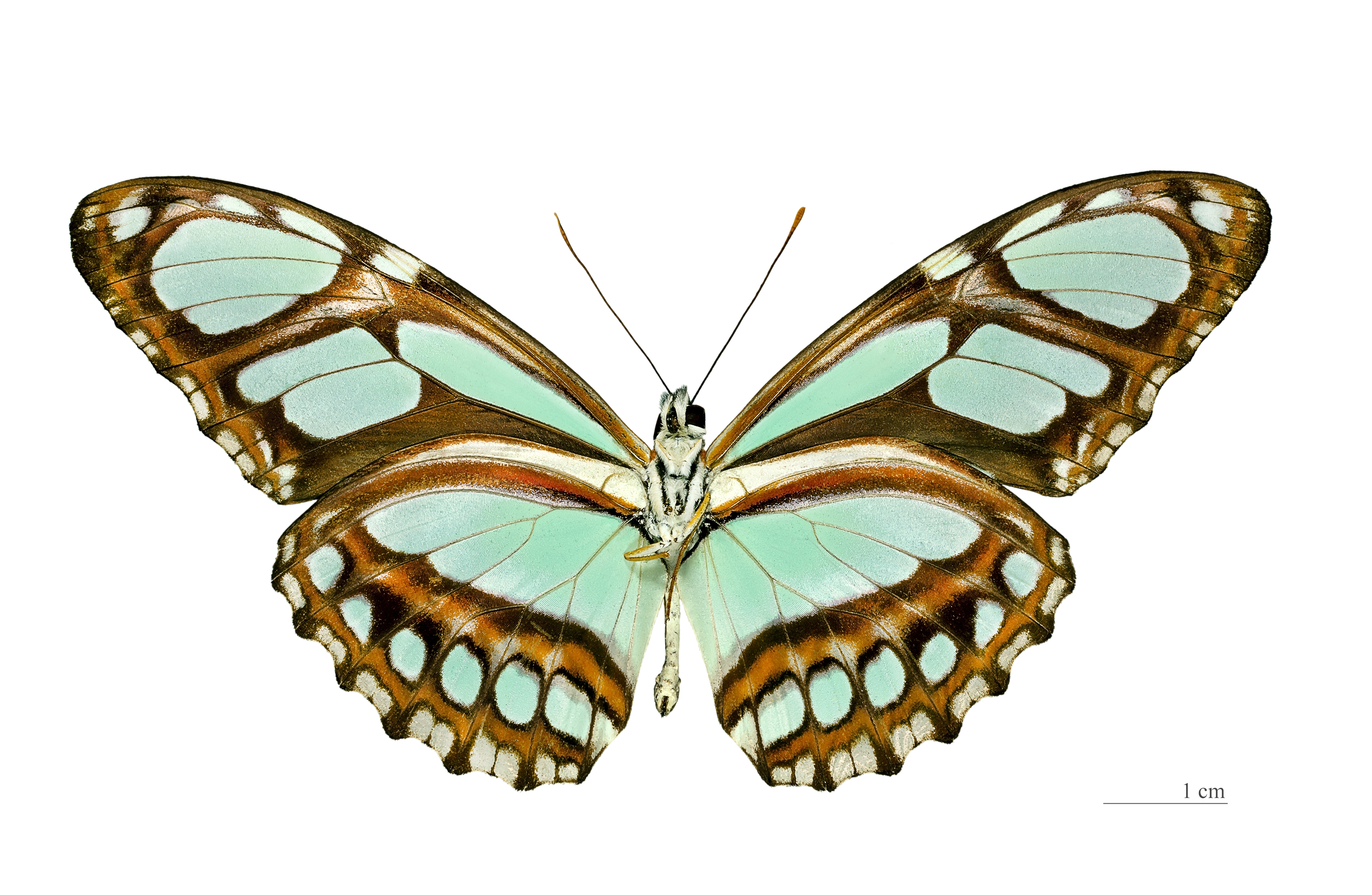